# Apuñalamiento en la escuela de Eslöv
El 19 de agosto de 2021, se produjo un apuñalamiento y un intento de asesinato en masa en la escuela Källeberg (Källebergsskolan ) en Eslöv, Suecia, cuando el estudiante de 15 años Hugo Jackson apuñaló a una persona con un cuchillo antes de intentar suicidarse a manos de la policía tras apuntar con una pistola de airsoft a los oficiales.
Jackson transmitió en vivo el ataque en la plataforma de Twitch. No hay grabación de pantalla de la transmisión en vivo y se considera contenido multimedia perdido; sin embargo, existen capturas de pantalla de la transmisión.

## Trasfondo
Suecia y toda Escandinavia tiene una historia de extremismo de derecha, por ejemplo, el ataque escolar con una espada en la localidad de Trollhättan, Suecia, en 2015. A menudo estos ataques están influenciados por el descontento con las políticas de inmigración, dirigiéndose contra los inmigrantes y grupos étnicos minoritarios.
La retransmisión en directo de atentados terroristas de derecha en línea, que se cree que se utilizó por primera vez y se popularizó en el tiroteo de la mezquita de Christchurch, se ha vuelto cada vez más utilizada.

## Ataque
Alrededor de las 8:06 a. m., Jackson llegó a Källeberg, al campo de fútbol de la escuela, con una bolsa de deporte que contenía cuatro cuchillos, dos pistolas de airsoft, ropa negra, un chaleco protector y un casco de combate, ambos adornados con parches de la bandera sueca. Después de usar uno de los vestuarios de la escuela para ponerse su ropa, Jackson comenzó una transmisión en vivo en Twitch usando su teléfono móvil, apoyándolo para transmitir.
Al iniciar la transmisión en vivo, Jackson empieza a reproducir Serbia Strong y dice: "Recuerden, muchachos, suscríbanse a PewDiePie", haciendo referencia a una cita del autor del tiroteo en la mezquita de Christchurch.
A los ocho minutos y once segundos de la transmisión en vivo, Jackson entra al edificio. Se acerca a Niklas Videsson, un profesor de 45 años que no lo reconoció a pesar de ser su alumno. Videsson le pregunta: «No llevas el uniforme correcto». Jackson apuñala al profesor en el estómago, haciéndolo caer al suelo y gritar de dolor.
Quince minutos y cuarenta y ocho segundos después de iniciada la transmisión en vivo, la música cambió a "Don't Stop Me Now" de Queen, y Jackson comenzó a caminar de regreso al campo de fútbol antes de ser detenido por el oficial de policía, Mikael Johansson, quien le ordenó que se acostara. Jackson apunta con su pistola de airsoft al agente Johansson, evocando un intento de suicidio policial. Johansson dispara COMO de advertencia a Jackson, quien suelta el arma, lo esposan y lo arrestan mientras la música sigue sonando.
Durante los cuatro minutos y treinta y tres segundos restantes de la transmisión en vivo, la transmisión de video se corta, pero aún se puede escuchar el audio de Jackson diciéndole al oficial que ya ha tenido suficiente de la vida y quiere que le disparen. La transmisión en vivo luego termina; 25 minutos y 36 segundos de duración.

## Perpetrador
Hugo Ahlfors Jackson (nacido el 12 de mayo de 2006), fue identificado como el atacante y estudiante del instituto Källeberg por los oficiales de policía en la escena.
Según la policía, Jackson tenía intereses en la supremacía blanca, el nazismo, los tiroteos escolares y el terrorismo de extrema derecha.
El autor había sido denunciado, interrogado y visitado por la policía varias veces durante el año previo al ataque. En casi todos los casos, la policía remitió el caso a los servicios sociales. El profesorado del colegio expresó su frustración ante la inacción de los servicios sociales ante la policía, tras haber expresado su preocupación por que el autor llevara cuchillos al colegio y creyera que podría dañar a alguien en el centro. Entre los agentes que expresaron esta preocupación se encontraba uno que había visto previamente al autor llevar un brazalete con la esvástica y sabía que poseía fotos de tiradores escolares e imágenes nazis.
El 6 de agosto de 2021, las autoridades suecas recibieron una pista del FBI sobre un individuo que planeaba cometer un tiroteo en una escuela en Suecia, cuyo paradero se atribuyó al autor. Cuatro policías visitaron al autor en su domicilio para interrogarlo. No se tomó ninguna medida contra el perpetrador, sino que se presentó otra denuncia a los servicios sociales.
Jackson se autoproclamó supremacista blanco, a pesar de que su madre era de Sri Lanka y su padre de Colombia.
Mientras estuvo en prisión, tuvo cierto acceso a los medios de comunicación y se informó que celebraba los tiroteos escolares y ataques similares que ocurrían activamente en todo el mundo..

### Relación con el ataque en Kristianstad
El 10 de enero de 2022, un estudiante de 16 años atacó su escuela en Kristianstad, Suecia, armado con cuatro cuchillos, hiriendo a dos personas. Jackson y el estudiante mantenían una estrecha relación y se comunicaban por internet. Según Jackson, eran "hermanos de sangre". Se conocieron en el videojuego Roblox y eran amigos desde hacía unos seis años, comunicándose a través de diversas redes sociales y viéndose en persona cuatro o cinco veces.
El estudiante dijo a la policía que él y Jackson discutirían y bromearían sobre temas como política, racismo y la transmisión en vivo del tiroteo en la mezquita de Christchurch. Estas conversaciones entre él y la policía tuvieron lugar antes del ataque a la escuela de Kristianstad y fueron parte de la investigación sobre el ataque de Eslöv. No está claro hasta qué punto el atacante de Kristianstad conocía los planes del atacante de Eslöv o si le ayudó en absoluto. Fue sentenciado a tres años en un centro de detención juvenil.

## Procedimientos judiciales
El 22 de diciembre de 2021, el Tribunal de Distrito de Lund condenó a Hugo a dos años y medio de prisión en un centro de detención juvenil tras ser declarado culpable de intento de asesinato y nueve cargos de amenazas extremadamente ilegales. Se le ordenó pagar al menos 480,000 coronas suecas (52.582 dólares) a las víctimas.
El 16 de marzo de 2022, Hugo fue condenado por otros cuatro cargos de amenazas manifiestamente ilegales. Su sentencia se mantuvo igual, aunque se le ordenó pagar daños adicionales.